# Pauvres
 Pauvres  es una población y comuna francesa, en la región de Champaña-Ardenas, departamento de Ardenas, en el distrito de Vouziers y cantón de Machault.
Está integrada en la Communauté de communes de l'Argonne Ardennaise.
Se encuentra en la carretera que une Rethel y Vouziers.
Entre 1828 y 1871 incluyó Mont-Saint-Remy.

## Demografía
| 253 | 245 | 304 | 315 | 613 | 557 | 575 | 587 | lac. | lac. | 596 | 408 | 425 | 363 | 343 | 334 | 308 | 300 | 335 | 313 | 229 | 276 | 249 | 241 | 267 | 273 | 235 | 212 | 208 | 201 | 196 | 187 | 178 | 176 |
| Para los censos de 1962 a 1999 la población legal corresponde a la población sin duplicidades (Fuente: INSEE [Consultar]) |     |     |     |     |     |     |     |      |      |     |     |     |     |     |     |     |     |     |     |     |     |     |     |     |     |     |     |     |     |     |     |     |     |